# Riu Ibar
riu Ibar (en serbi ciríl·lic: Ибар; en albanès: Ibër) és un riu que discorre per Montenegro i Sèrbia, amb una longitud total de 276 km. Neix a Montenegro oriental i, després de passar a través de Kosovo, desemboca al Zapadna Morava, a Sèrbia Central, prop de Kraljevo.
Pertany a la conca hidrogràfica del riu Danubi, que acaba desguassant en la mar Negra. La seva àrea de drenatge és de 8059 km², i el seu cabal mitjà a la desembocadura de 60 m³/s. No és navegable.

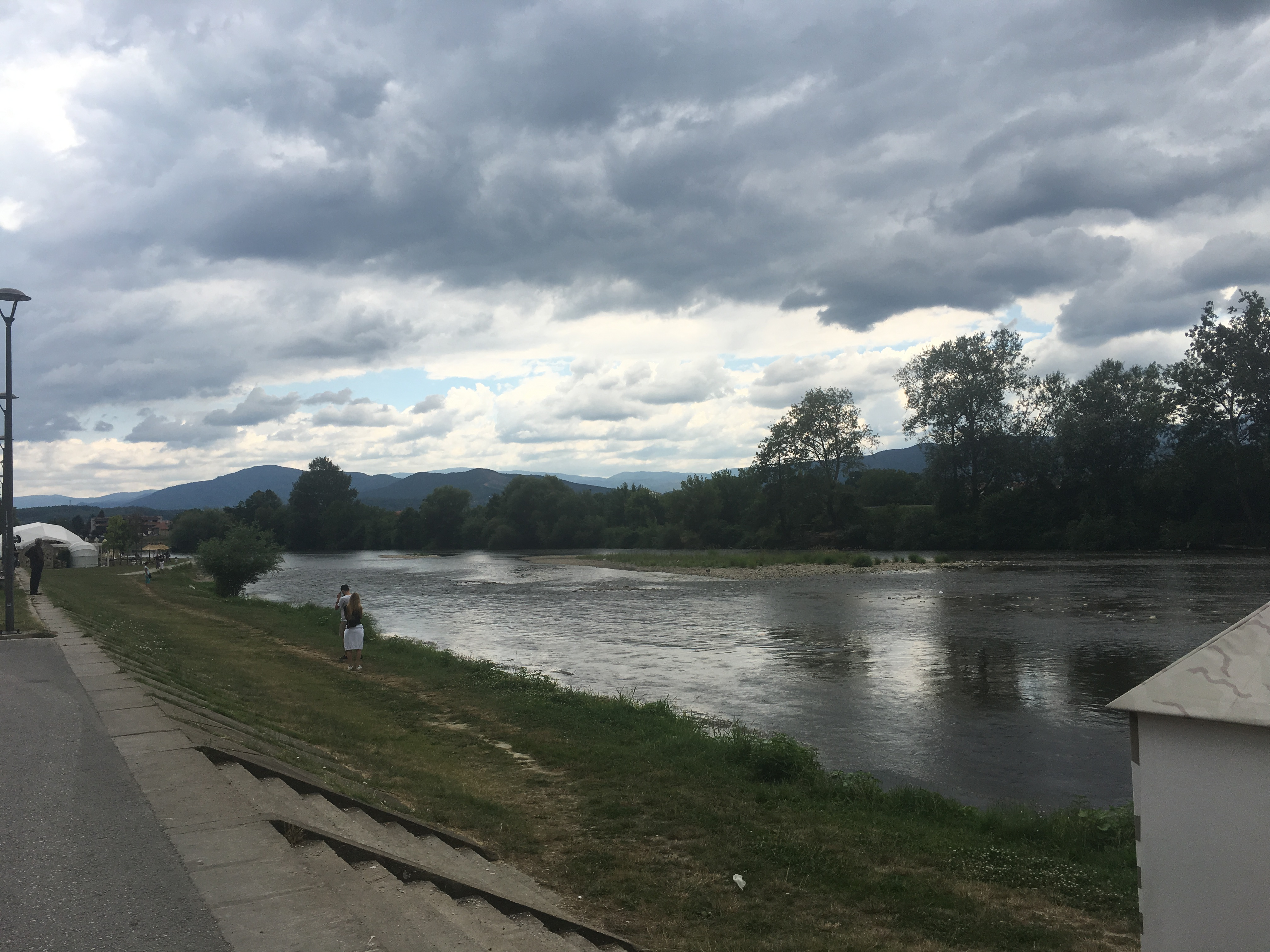
El riu Ibar en Kraljevo

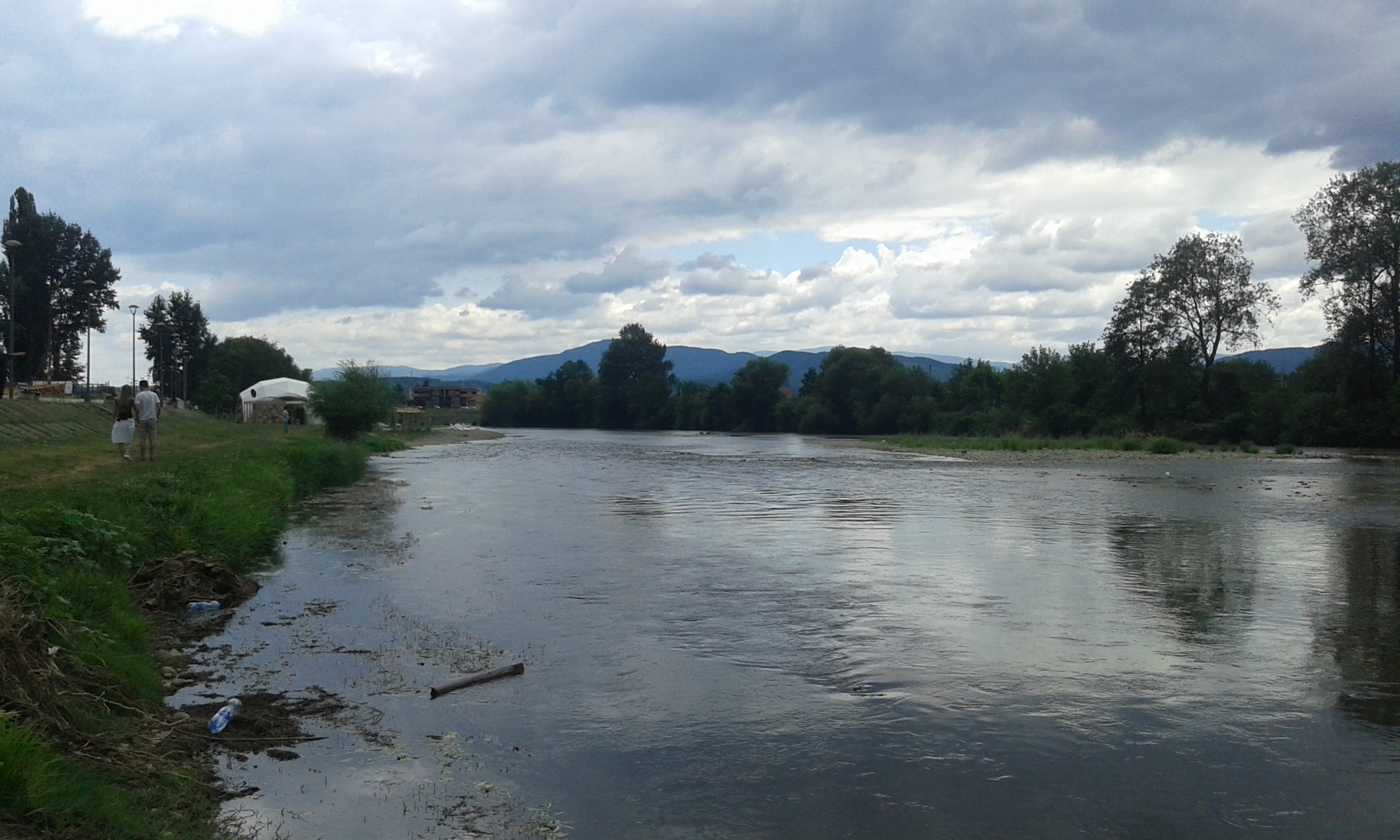
El riu Ibar en Kraljevo

## Curs
El riu Ibar s'origina en diversos deus a la muntanya Hajla, a Montenegro oriental. Flueix generalment cap al nord-est del país, passant a través de petits llogarets abans d'introduir-se a Sèrbia. En aquest tram no té afluents importants, i, després d'un tram en què gira cap al sud, entra a Kosovo.
Continuant cap al sud, arriba a la gran depressió de Kosovo, i a la ciutat de Mitrovica. Allí, realitza un nou gir cap al nord per a entrar a Sèrbia Central al llogaret de Donje Jarinje. Més endavant, és embassat als llacs artificials de Gazivode i Pridvorice, que permetin el reg d'una àrea de 300 km². Després de vorejar els vessants occidentals de muntanya de Kopaonik, rep al seu més llarg afluent per la dreta, el Sitnica (90 km), abans de desembocar en el Morava.
Encara que el Ibar no és navegable, molts dels seus trams són utilitzats per a realitzar ràfting.